# Императорский дятел
Императорский дятел, или америка́нский короле́вский дя́тел (лат. Campephilus imperialis) — птица семейства дятловых, самый крупный дятел в мире. Вероятно, вымер.

## Описание
Императорский дятел так же, как и белоклювый дятел, имел чёрно-белое оперение, самец с остроконечным чёрно-красным, самка с остроконечным чёрным хохолком. Отличие состоит в том, что он значительно крупнее, до 60 см длиной и не имел белые полосы по бокам шеи.

## Распространение
Императорский дятел был распространён на северо-западной возвышенности Мексики, от западного Сонора и Чихуахуа к югу до Халиско и Мичоакан. Он населял сосновые леса и дубовые леса на высоте между 1700 и 3100 м над уровнем моря.

## Вымирание
Путешественник и этнограф Карл Люмхольтц в 1890-х годах изучал индейцев тараумара, живущих в горных районах мексиканского штата Чиуауа. В 1890—1891 годах он добыл четыре экземпляра дятла для Американского музея естественной истории (пара из них показана на снимке в начале статьи). В своей книге «Неизвестная Мексика» (1902) исследователь признался, что эти гигантские дятлы уже тогда находились на грани исчезновения. Индейцы так любили деликатес из их птенцов, что с готовностью рубили даже большие деревья, чтобы добраться до гнёзд. Перья птиц считались полезным для здоровья, их прикладывали близко к голове, чтобы «передать их магнетизм и защитить от пагубного воздействия ветра».
Последнее достоверное сообщение о находке вида относится к 1956 году, следующим свидетельством служит запись музея естествознания Вены от 1993 года. Имеются также недостоверные сообщения о встречах с видом на северо-западе Мексики (2005 год). Разрушение природных мест обитания, вырубка старых дубовых и сосновых рощ, а также браконьерская охота (ярких птиц добывали для коллекций) привели к сокращению популяции вида.